# Мони (народ)
Мони су етничка група која живи у Југоисточној Азији. Живе на подручју око јужног дела тајландско-бурманске границе, којe је у историји било дeо доње Бурме. Сматра се да има 8 милиона људи који се сматрају потомцима Мона и упражњавају монску културу, али већина Мона (око 4 милиона) у свакодневном животу користи бурмански језик, и писмена је само на бурманском (а не на свом матерњем језику). Као и код многих других етничких мањина у сaвременој Бурми, Мони се осећају притиснутима, те да су им једине алтернативе бити асимилирани у бурманску културу или побећи; највеће избегличке заједнице Мона су тренутно у Тајланду, а нешто мање постоје у Лаосу, Кини и другим деловима света. Већина Мона живи у околини града Баган, њихове традиционалне престонице, односно око луке Моуламјин; такође чине велики део становништва на јужном делу обале око града Je (бур. ရေးမြို့).
Мони су један од најстаријих народа у Бурми, и сматра се да су то подручје населили око 1500. године п. н. е. Временом су прихватили теравада верзију будизма. У 18. веку је срушено последње Мон краљевство. Након тога су Мони помагали Британце у њиховом освајању Бурме, а након што је Бурма добила независност су се годинама, али безуспешно, борили за властиту независну државу.
Монски језик припада Мон-Кмер групи из аустроазијске породице језика.
Монско традиционално писмо је доста слично индијском.